# Carlos Luciano da Silva
Carlos Luciano da Silva (sinh ngày 2 tháng 8 năm 1975) tại Porto Alegre, Rio Grande do Sul) thường được gọi là Mineiro, là một cựu cầu thủ bóng đá quốc tế người Brasil hiện đã giải nghệ.

## Sự nghiệp

### Cấp câu lạc bộ
Anh đã từng thi đấu cho 3 câu lạc bộ tại quê nhà, khởi nghiệp tại câu lạc bộ Ponte Preta, rồi chuyển sang thi đấu cho Sao Caetano rồi Sao Paulo trước khi sang châu Âu thi đấu.Khi thi đấu cho Sao Paulo, anh đã ghi bàn vào lưới Liverpool trong khuôn khổ giải vô địch bóng đá thế giới các câu lạc bộ 2005
Mineiro đã thi đấu 18 tháng cho câu lạc bộ thủ đô nước Đức, ghi 2 bàn trong số 36 lần ra sân, bao gồm cả trận ra mắt gặp đối thủ Hamburg
Bị câu lạc bộ của Đức Hertha Berlin chấm dứt hợp đồng cuối mùa giải trước, Mineiro vẫn đang thất nghiệp
Mineiro trở thành cầu thủ Brasil thứ 3 trong đội hình Chelsea khi huấn luyện viên Scolari ký hợp đồng với anh vào ngày 24 tháng 9 năm 2008, cùng với Alex và Belletti.

### Cấp đội tuyển quốc gia
Là 1 tiền vệ phòng ngự, anh đã 24 lần thi đấu cho đội tuyển Brasil và có tên trong đội hình dự World Cup 2006, cũng như thi đấu với đội tuyển Anh tại Sân vận động Wembley năm 2007,nơi anh đã đối mặt với đồng đội mới Joe Cole.

## Danh hiệu

### São Caetano
- São Paulo State Championship: 2004

### São Paulo
- São Paulo State Championship: 2005
- Copa Libertadores: 2005
- FIFA Club World Cup: 2005
- Campeonato Brasileiro Série A: 2006

### Brasil
- Copa América: 2007